# Wilhelm Kaiser (General)
Wilhelm Kaiser (* 14. Juni 1869 in Neuburg an der Donau; † 20. Oktober 1945) war ein deutscher Offizier, Generalstabschef in der bayerischen Armee und Chef des Abwicklungsamtes des ehemaligen Generalkommandos des III. bayerischen Armee-Korps.

## Leben
Nach dem Abitur am humanistischen Gymnasium leistete Wilhelm Kaiser seinen Militärdienst als Einjährig-Freiwilliger im Infanterie-Leibregiment, wo er 1890 die Offiziersreife erwarb. Vom 6. März 1890 an diente er als Secondelieutenant im 15. Infanterie-Regiment und war von 1893 bis 1895 Adjutant des Bezirks-Kommandos in Bad Kissingen. Im März 1897 zum Oberleutnant befördert, besuchte er bis 1900 die Kriegsakademie und erwarb die Qualifikation für den Generalstab und für ein Lehrfach. 1903 wurde er Adjutant der 1. Infanterie-Brigade und dort am 21. September 1904 zum Hauptmann befördert. Im Jahr darauf wurde er zum Generalstab versetzt und fand Verwendung im Generalstab des I. Armee-Korps. 1907 wurde er Kompaniechef im 6. Infanterie-Regiment, wo er bis zu seinem Weggang im Jahre 1909 als Lehrer an der Kriegsakademie blieb. 1910 zum Major befördert, wurde er 1913 Bataillonskommandeur im 16. Infanterie-Regiment.
Während des Ersten Weltkrieges war er Generalstabschef des II. Armee-Korps und von 1917 an Regimentskommandeur (Oberst im Generalstab) des 27. bayerischen Infanterie-Regiments. 1918 übernahm er die Führung der 22. Infanterie-Brigade und später die Abwicklungsstelle des 1. Infanterie-Regiments. Vom 1. Oktober 1919 an war er Vorstand des Abwicklungsamtes des früheren Generalkommandos des III. Armee-Korps und übte dieses Amt bis zum Jahresende 1920 aus. Als Oberst außer Dienst wurde er in einem Beamtenverhältnis in der Intendantur des III. Korps weiterbeschäftigt.
Kaiser wurde mit dem Charakter als Generalmajor in den Ruhestand verabschiedet.